# 四霊
四霊（しれい、Siling）は、『礼記』礼運篇に記される霊妙な四種の瑞獣のことをいう。四瑞（しずい）とも。
麟（りん、麒麟）・鳳（ほう、鳳凰）・亀（き、霊亀）・竜（りゅう、応竜）を言う。
四神と通用する（四神を四霊（もしくは天之四霊）、あるいは四霊を四神と呼ぶことがある）。